# Harry Björklund
Otto Harry Björklund, född 23 juli 1903 i Risinge församling, Östergötland, död 15 augusti 1946 i Katarina församling, Stockholm, var en svensk skådespelare.

## Filmografi
- 1937 – Klart till drabbning
- 1939 – Den modärna Eva
- 1939 – Steg för steg
- 1941 – Fröken Kyrkråtta
- 1942 – General von Döbeln

## Teater

### Roller (ej komplett)
| År   | Roll        | Produktion                                | Regi             | Teater         |
| ---- | ----------- | ----------------------------------------- | ---------------- | -------------- |
| 1936 |             | En dotter av Kina Hsiung Shih-i           | Johan Falck      | Blancheteatern |
| 1944 | Hovmästaren | Serenad Staffan Tjerneld och Lajos Lajtai | Leif Amble-Naess | Oscarsteatern  |